# Круминя-Витрупе, Марта
Ма́рта Кру́миня-Ви́трупе (латыш. Marta Krūmiņa-Vitrupe, ур. Ле́гздиня (латыш. Legzdiņa); 29 марта 1908, Витрупе (ныне Лимбажский край, Латвия) — 6 февраля 2010, Нью-Йорк) — латвийская шахматистка, чемпионка Латвии по шахматам в 1941 году, а также поэт и публицист.

## Биография
Марта Легздиня родилась в семье крестьянина, где уже росли четыре дочери и сын. Училась в гимназии города Лимбажи, потом в Риге занималась игрой в фортепиано. Вышла замуж за драматурга и поэта Хуго Крастиня (1901—1990), который был членом сообщества латышским литераторов «Зеленая ворона». В их доме летом часто гостили известные творческие личности: Эрик Адамсонс, Александр Чакс, Янис Гротс, Александр Грин, Ян Судрабкалн, Мартиньш Зивертс.
В годы Второй мировой войны Марта Круминя-Витрупе вместе с супругом оставила Латвию. Начальные годы эмиграции они провели сначала в Германии, а в 1950 году семья переселилась в США, в Кливленд. Там Марта Круминя-Витрупе работала в городской больнице, а последние годы жизни она провела в Нью-Йорке. У Марты Круминье-Витрупе было двое детей, четверо внуков и шесть правнуков.

## Карьера шахматистки
Марта Круминя-Витрупе была членом спортивного общества города Валмиера. В 1938 году она победила в женском первенстве Видземе и завоевала право участвовать в финале чемпионата Латвии по шахматам, где поделила первое — третье место, но после дополнительного соревнования осталась на третьем месте. В 1941 году Марта Круминя-Витрупе победила во всех партиях чемпионата Латвии среди женщин и стала чемпионкой. Такой рекордный стопроцентный результат в финале чемпионатов Латвии среди женщин только в 1999 году удалось повторить Дане Рейзниеце.

## Литературное творчество
Марта Круминя-Витрупе оставила творческое наследство — в основном стихи и эссе. В её творчестве в основном затронуты темы актуальные для своего времени. В стихотворении «Памяти шахматного мастера Апшениека» дается образ известного шахматиста Латвии, который побеждал и Алехина, и Эйве, но бессилен в борьбе со своей смертью.